# خرچنگ لکه‌بزرگ
خرچنگ لکه‌بزرگ (نام علمی: Carpilius maculatus) نام یک گونه از سرده خرچنگ‌های لکه‌دار است.